# Barranc de la Vileta
El Barranc de la Vileta, és un dels barrancs del territori de Claramunt, dins de l'antic terme de Fígols de Tremp, actualment inclòs en el terme municipal de Tremp, al Pallars Jussà.
Es forma a l'est de la Garriga del Taulet, a 1.009 m. alt., des d'on baixa cap al nord-oest, amb algun tram cap al nord, fins que rep per la dreta el barranc del Coll del Bimet, que just un tros abans ha recollit el barranc del Forat. En aquell punt, situat just al sud del poble de Claramunt, es dirigeix cap a ponent, i rep, també per la dreta el barranc dels Camps; al cap d'una mica troba la Font de l'Hort, al sud-oest de la qual hi ha la Vileta, i poc després li arriben per l'esquerra el barranc de l'Obaga i poc després, a la Creu de Barrancs, hi aflueix per la dreta el barranc de les Tarteres.
Encara, li arriba per l'esquerra el barranc de l'Obaga Negra, i poc després, per la dreta, el barranc dels Trencs. Al cap d'un tram més llarg encara rep per l'esquerra el barranc del Mas de Toríbio, i després el barranc dels Porquers. Finalment, s'uneix amb el barranc de Sant Miquel per tal de formar el barranc del Pont just a llevant del Mas de l'Ensenyat.
Pren el nom de l'antiga caseria de la Vileta, propera a Claramunt.